# Isotta Nogarola
Isotta Nogarola (Verona, 1418 - ibidem, 1466), fue una humanista, intelectual y escritora. Cultivó la epístola, el diálogo, el discurso y la consolatio.
En su obra más conocida, De pari aut impari Evae atque Adae peccato, o Diálogo sobre Adán y Eva,  discute el mito de Eva, o el mito del pecado original, inaugurando un debate que se arrastró durante varios siglos en Europa acerca del género y de la naturaleza de la mujer.

## Contexto: Humanismo y Renacimiento
Durante el Renacimiento, los procesos políticos eran dominados por los hombres y las mujeres no podían participar en la vida pública. Los jóvenes estudiaban las disciplinas del movimiento que vendría a ser conocido como el humanismo, que comenzó en Florencia el siglo XIV, y se esparció por Italia, y que constituía el estilo de aprendizaje clásico seguido por las familias nobles. Al enfocar sus intereses en las culturas romana y griega clásicas, los eruditos creían que la educación humanística produciría hombres más capacitados y una mejor comprensión del conocimiento.
Las escuelas estaban preparadas para enseñar poesía, gramática, retórica, historia y filosofía moral, lo que ayudaría cualquier joven en su futuro político. Un verdadero humanista acostumbraba escribir cartas para un grupo ya respetado y reconocido, y esperar una respuesta. Si la respuesta traía apoyo y alabanza al aprendiz, esa noticia se iría esparciendo, ganando terreno para la construcción de su carrera.
Muchas de las familias poderosas promovían que sus hijas recibieran igualmente la misma educación literaria y filosófica que era dada a los muchachos. Sin embargo, no esperaban que estas tuvieran una vida académica y literaria activa, pues el foro estaba prohibido a las mujeres.

## Trayectoria
Isotta Nogarola nació en el seno de una familia noble de Verona, que dividía un interés común por la cultura y que tenía una fuerte tradición de educación de sus hijas, por la que habían surgido mujeres letradas a lo largo de varias generaciones. Así su tía paterna Ángela Nogarola fue una reconocida poeta. Nogarola tuvo diez hermanos, siete de los cuales sobrevivieron a la edad adulta.
La madre de Isotta, Bianca Borromeo, letrada y viuda, pues su marido había muerto entre los años 1425 y 1433, quiso que ella y sus hermanas Ginevra y Laura tuvieran una completa educación según el programa de los Studia humanitatis por lo que llegó a dominar el latín, lengua en la que escribió toda su producción. Uno de sus preceptores fue Martino Rizzoni, discípulo del poeta y humanista  Guarino de Verona.
Solo faltó en su educación  la retórica, considerada irrelevante para el aprendizaje de una mujer, ya que nunca tendría oportunidad de hablar en público. 
A los dieciocho años ya era famosa. Su elocuencia en latín era muy respetada y su fama provenía por su erudición y su originalidad. En 1437, escribió una carta a Guarino de Verona que este no contestó, humillándola públicamente. Meses más tarde Isotta decidió enviar una segunda carta quejándose de su falta de respuesta que la había cubierto de ridículo:
“"¿Por qué... nací mujer, para ser despreciada por los hombres en palabras y hechos? Me hago esta pregunta en soledad... Su injusticia al no escribirme me ha causado mucho sufrimiento, que no podría haber mayor sufrimiento... Usted mismo dijo que no había ninguna meta que no pudiera alcanzar. Pero ahora que nada ha resultado como debería, mi alegría ha dado paso a la tristeza... Porque se burlan de mí en toda la ciudad, las mujeres se burlan de mí."
En la respuesta a esta segunda carta Guarino le aconsejaba ser fuerte ante los ataques, pero también a abandonar una actividad que no era la adecuada a su sexo y a casarse, pues, lo que pretendía solo era posible creando “a un hombre dentro de la mujer”.

### Difamación y retiro de la vida pública
A mediados de 1439, una sátira anónima firmada por Plinius Veronensis, circuló por Verona y Venecia, acusándola de promiscuidad e incesto con su hermano Ludovico. En el panfleto Plinius demostraba su rabia contra ella por mostrar una tendencia tan antinatural, alegando  que “una mujer eloquente nunca es casta”.
En 1440, escribió al humanista Damiano del Borgo una lista de las grandes hazañas de las heroínas del pasado, incluyendo a las amazonas y otras mujeres eruditas, preguntándole que si no era cierto que las mujeres superaban a los hombres en elocuencia y en virtud.
En 1441, Isotta optó por renunciar a la vida pública. Se recluyó en su casa con su madre, en la propiedad que la familia Nogarola poseía fuera de la ciudad. Prosiguió sus estudios, cada vez más centrada en los libros sagrados, sin abandonar la literatura clásica. Su celibato y virginidad fueron aprobados por la sociedad porque seguía con la tradición de la mujer intelectual religiosa.
Viajó a Roma con motivo del jubileo de 1450, y pronunció una oración ante Nicolás V, para mostrar al Papa y a los cardenales su sabiduría y elocuencia. Después, la epístola que dirigió a Pio II, provocó en el cardenal Bessarione el deseo de viajar a Verona para visitarla.
En 1451, tras diez años de silencio, vio la luz su obra más conocida, un diálogo en torno a la culpa de Adán y Eva en el pecado original titulado De pari aut impari Evae atque Adae peccato. Los interlocutores son la propia Isotta Nogarola y Ludovico Foscarini, político y literato veneciano, cuya amistad y correspondencia duró hasta la muerte de ella.
En 1453, recibió una propuesta de boda que no aceptó. Murió en 1466, a los 48 años de edad. Fue sepultada en la Iglesia de Santa Cecília, en Verona.

## Obra
- Fue autora de numerosas epístolas, donde hace gala de su erudición citando a Virgílio, Valério Máximo, Juvenal y Petrônio. La primera está datada en 1434 y dirigida a Ermolao Barbaro. También mantuvo correspondencia con Ermolao Barbaro y Lodovico Foscarini. En 1435 comenzó a escribirse con Giacomo Foscari, hijo del dogo Francesco Foscari.
- De pari aut impari Evae atque Adae peccato (1451).
- También entre sus obras hay una biografía de San Jerónimo, una carta instando a una cruzada (1459), y una carta de consolación a un padre por la muerte de su hijo.[7]